# NGC 7788
NGC 7788 è un ammasso aperto piuttosto giovane visibile nella costellazione di Cassiopea.

## Osservazione

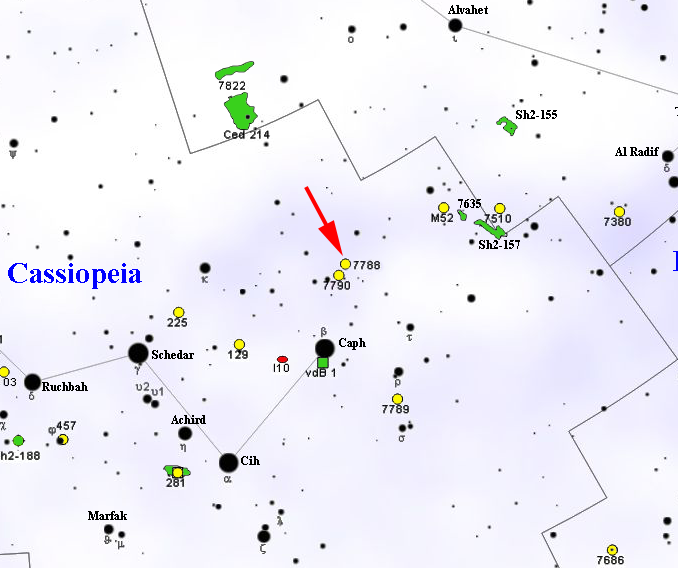
Mappa per individuare NGC 7788.

Si può individuare con relativa facilità, a circa 3° in direzione nordovest rispetto alla stella Caph (β Cassiopeiae); giace in un campo stellare molto ricco e si trova al centro di una concatenazione di tre ammassi aperti comprendente il più brillante NGC 7790 e il debole Harvard 21. Attraverso un binocolo appare come una macchia chiara di dimensioni ridotte cui si sovrappongono alcune stelle di magnitudine 9; attraverso un telescopio da 120mm è possibile notare alcune stelle di undicesima e dodicesima magnitudine su un fondo ancora debolmente nebuloso. Strumenti maggiori ne consentono una completa risoluzione.
La declinazione fortemente settentrionale di quest'ammasso favorisce notevolmente gli osservatori dell'emisfero nord, da cui si presenta circumpolare fino alle latitudini medio-basse; dall'emisfero australe d'altra parte resta piuttosto basso e non è osservabile dalle aree lontane dalla zona tropicale. Il periodo migliore per la sua osservazione nel cielo serale è quello compreso fra agosto e gennaio.

## Storia delle osservazioni
NGC 7788 venne individuato per la prima volta da John Herschel nel 1829 attraverso il telescopio riflettore da 18,7 pollici appartenuto al padre William; egli lo inserì nel General Catalogue of Nebulae and Clusters col numero 2283.

## Caratteristiche
NGC 7788 è un ammasso aperto piuttosto concentrato anche se relativamente povero di stelle; la sua distanza è stimata attorno ai 2374 parsec (7740 anni luce), corrispondente a una zona centrale del Braccio di Perseo, uno dei due bracci di spirale maggiori della Via Lattea, nei pressi dell'associazione OB Cassiopeia OB4, cui probabilmente è legato fisicamente.
La sua età si aggira sui 40 milioni di anni al massimo e si trova fisicamente adiacente agli altri due ammassi aperti visibili nelle vicinanze. Tutti e tre sono ammassi relativamente giovani, anche se presentano alcune caratteristiche differenti: in particolare NGC 7788 possiede un alone di stelle giovani blu, non presente invece in NGC 7790: ciò potrebbe indicare che, sebbene essi abbiano avuto origine nella stessa regione di formazione stellare, si siano formati da differenti nubi molecolari.
Al suo interno sono state identificate diverse stelle di pre-sequenza principale, che si presentano distribuite in modo uniforme, senza evidenze di concentrazione. Uno studio del luglio 2013 basato sulla fotometria di 113 stelle membri ha permesso di definire una distanza di 2398 parsec e un'età di 93 milioni di anni.

## Bibliografia

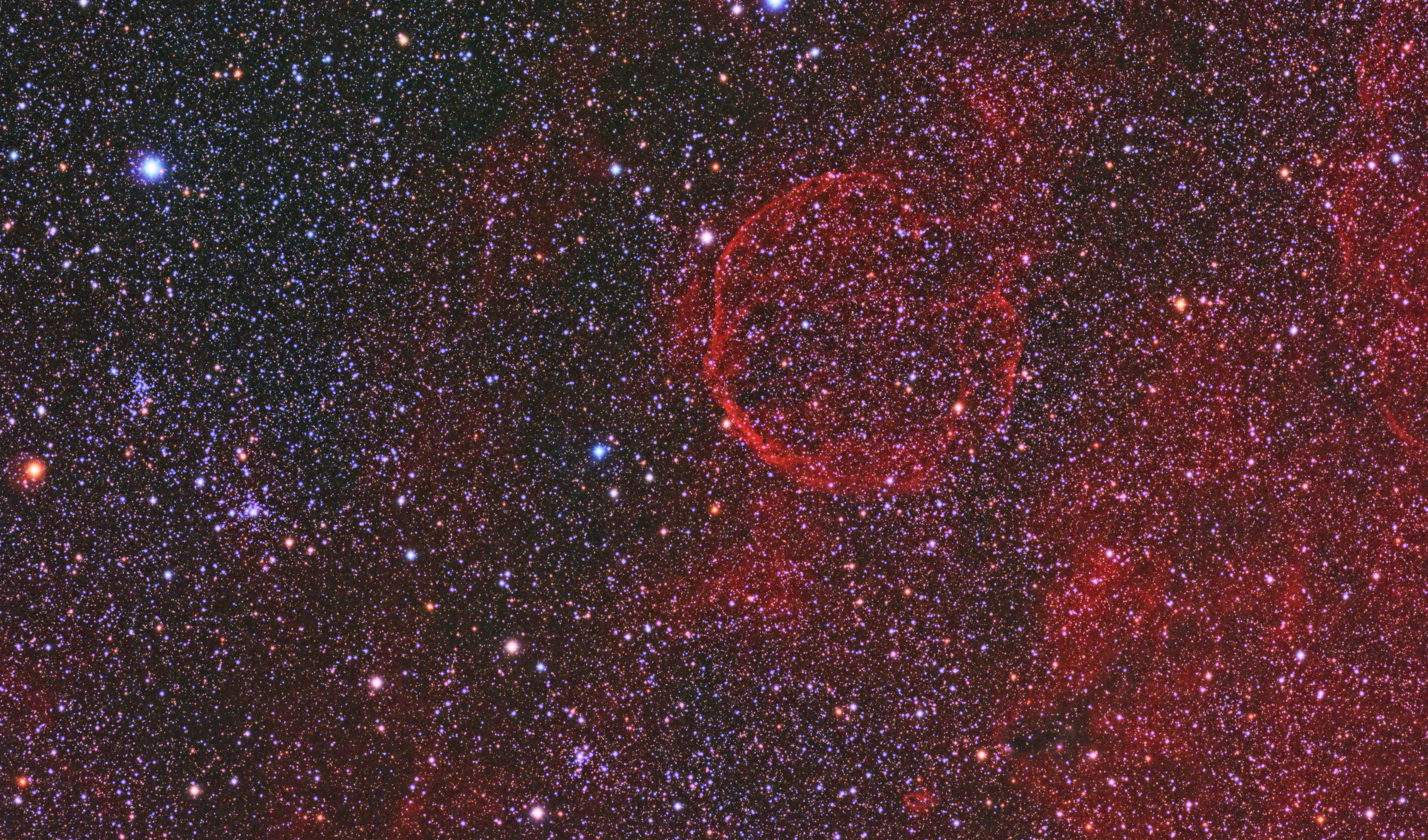
Gli ammassi aperti NGC 7788 e NGC 7790 sono facilmente individuabili sulla sinistra di questa fotografia del resto di supernova CTB 1.